# 圣让德托洛姆
圣让德托洛姆（法語：Saint-Jean-de-Tholome，法語發音：[sɛ̃ ʒɑ̃ də tɔlom]）是法国上萨瓦省的一个市镇，属于博讷维尔区。

## 地理
圣让德托洛姆（46°6'42"N, 6°23'52"E）面积12.37 平方千米，位于法国奥弗涅-罗讷-阿尔卑斯大区上萨瓦省，该省份为法国东部省份，历史上为薩伏依的一部分，北与瑞士接壤，西接安省，南至萨瓦省，东与瑞士和意大利接壤。
与圣让德托洛姆接壤的市镇（或旧市镇、城区）包括：艾斯、博訥維爾、福西尼、佩约内、圣茹瓦尔、拉图尔。

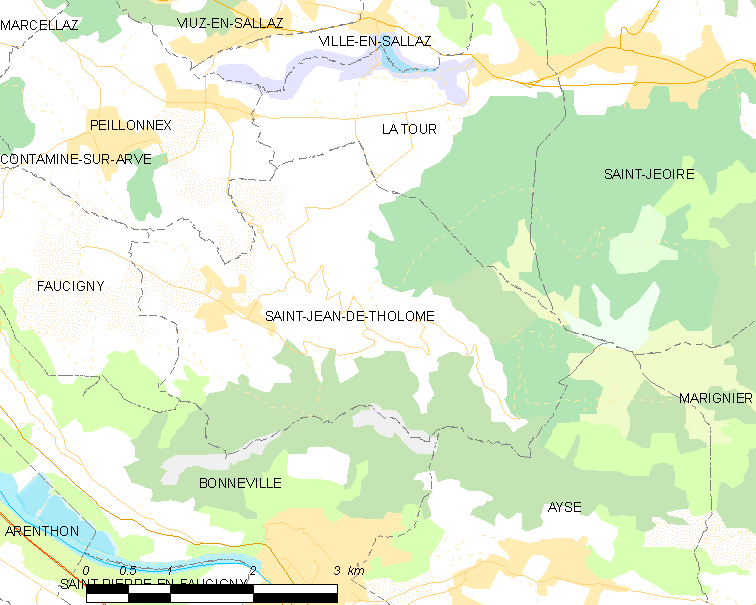
圣让德托洛姆的OSM定位图

圣让德托洛姆的时区为UTC+01:00、UTC+02:00（夏令时）。

## 行政
圣让德托洛姆的邮政编码为74250，INSEE市镇编码为74240。

## 政治
圣让德托洛姆所属的省级选区为博讷维尔县。

## 人口

1962-2008年间圣让德托洛姆人口变化图示

圣让德托洛姆于2022年1月1日时的人口数量为1157人。